# Leptogorgia flexilis
Leptogorgia flexilis is een zachte koraalsoort uit de familie Gorgoniidae. De koraalsoort komt uit het geslacht Leptogorgia. Leptogorgia flexilis werd in 1868 voor het eerst wetenschappelijk beschreven door Verrill. 